# World Cup 1989 (Tischtennis)
| 1988 ← World Cup → 1990 | 1988 ← World Cup → 1990                  |
| ----------------------- | ---------------------------------------- |
|                         | Männer                                   |
| Datum                   | 05.09.–09.09.                            |
| Ort                     | Nairobi                                  |
| Auflage                 | 10                                       |
| Sieger                  | Ma Wenge Andrzej Grubba Mikael Appelgren |

Der Tischtennis-World Cup 1989 fand in seiner 10. Austragung vom 5. bis 9. September im kenianischen Nairobi statt. Es gab nur einen Wettbewerb für Männer. Gold ging an Ma Wenge aus China.

## Modus
An dem Wettbewerb nahmen 16 Sportler teil, die auf vier Gruppen mit je vier Sportlern aufgeteilt wurden. Die Gruppenersten und -zweiten rückten in die im K.o.-Modus ausgetragene Hauptrunde vor. Die Halbfinal-Verlierer trugen ein Spiel um Platz 3 aus, die Viertelfinalverlierer spielten um die Plätze 5–8, die Gruppendritten um die Plätze 9–12 und die Gruppenletzten um die Plätze 13–16. Gespielt wurde mit zwei Gewinnsätzen, in der Hauptrunde mit drei Gewinnsätzen.

## Teilnehmer
| Platz | Name              | TN |
| ----- | ----------------- | -- |
| 1     | Ma Wenge          | 1  |
| 2     | Andrzej Grubba    | 7  |
| 3     | Mikael Appelgren  | 5  |
| 4     | Jean-Michel Saive | 1  |
| 5     | Georg Böhm        | 1  |
| 6     | Cláudio Kano      | 3  |
| 7     | Leszek Kucharski  | 4  |
| 8     | Yu Shentong       | 1  |
| 9     | Yoo Nam-kyu       | 2  |
| 10    | Kim Taek-soo      | 1  |
| 11    | Jörgen Persson    | 4  |
| 12    | John Onifade      | 1  |
| 13    | Atanda Musa       | 6  |
| 14    | Barry Griffiths   | 2  |
| 15    | Jan-Ove Waldner   | 6  |
| 16    | Noel Carvalho     | 1  |

## Gruppenphase

### Gruppe 1
|                   | Ergebnis |                  |
| ----------------- | -------- | ---------------- |
| Jean-Michel Saive | 2:0      | Leszek Kucharski |
| Jean-Michel Saive | 2:0      | John Onifade     |
| Jean-Michel Saive | 2:0      | Jan-Ove Waldner  |
| Leszek Kucharski  | 2:1      | John Onifade     |
| Leszek Kucharski  | 2:1      | Jan-Ove Waldner  |
| John Onifade      | 2:0      | Jan-Ove Waldner  |

| Platz | Spieler           | Spiele | Sätze | Punkte |
| ----- | ----------------- | ------ | ----- | ------ |
| 1     | Jean-Michel Saive | 3      | 6:0   | 6      |
| 2     | Leszek Kucharski  | 3      | 4:4   | 5      |
| 3     | John Onifade      | 3      | 3:4   | 4      |
| 4     | Jan-Ove Waldner   | 3      | 1:6   | 3      |

### Gruppe 2
|              | Ergebnis |              |
| ------------ | -------- | ------------ |
| Yu Shentong  | 2:1      | Cláudio Kano |
| Yu Shentong  | 2:0      | Yoo Nam-kyu  |
| Yu Shentong  | 0:2      | Atanda Musa  |
| Cláudio Kano | 2:0      | Yoo Nam-kyu  |
| Cláudio Kano | 2:0      | Atanda Musa  |
| Yoo Nam-kyu  | 2:0      | Atanda Musa  |

| Platz | Spieler      | Spiele | Sätze | Punkte |
| ----- | ------------ | ------ | ----- | ------ |
| 1     | Yu Shentong  | 3      | 4:3   | 5      |
| 2     | Cláudio Kano | 3      | 5:2   | 5      |
| 3     | Yoo Nam-kyu  | 3      | 2:4   | 4      |
| 4     | Atanda Musa  | 3      | 2:4   | 4      |

### Gruppe 3
|                | Ergebnis |                 |
| -------------- | -------- | --------------- |
| Andrzej Grubba | 2:1      | Georg Böhm      |
| Andrzej Grubba | 2:0      | Kim Taek-soo    |
| Andrzej Grubba | 2:0      | Barry Griffiths |
| Georg Böhm     | 2:0      | Kim Taek-soo    |
| Georg Böhm     | 2:0      | Barry Griffiths |
| Tibor Klampár  | 2:0      | Barry Griffiths |

| Platz | Spieler         | Spiele | Sätze | Punkte |
| ----- | --------------- | ------ | ----- | ------ |
| 1     | Andrzej Grubba  | 3      | 6:1   | 6      |
| 2     | Georg Böhm      | 3      | 5:2   | 5      |
| 3     | Kim Taek-soo    | 3      | 2:4   | 4      |
| 4     | Barry Griffiths | 3      | 0:6   | 3      |

### Gruppe 4
|                  | Ergebnis |                |
| ---------------- | -------- | -------------- |
| Mikael Appelgren | 2:0      | Ma Wenge       |
| Mikael Appelgren | 2:0      | Jörgen Persson |
| Mikael Appelgren | 2:0      | Noel Carvalho  |
| Ma Wenge         | 2:0      | Jörgen Persson |
| Ma Wenge         | 2:0      | Noel Carvalho  |
| Jörgen Persson   | 2:0      | Noel Carvalho  |

| Platz | Spieler          | Spiele | Sätze | Punkte |
| ----- | ---------------- | ------ | ----- | ------ |
| 1     | Mikael Appelgren | 3      | 6:0   | 6      |
| 2     | Ma Wenge         | 3      | 4:2   | 5      |
| 3     | Jörgen Persson   | 3      | 2:4   | 4      |
| 4     | Noel Carvalho    | 3      | 0:6   | 3      |

## Hauptrunde
|  | Viertelfinale     | Viertelfinale    |                   |                  | Halbfinale        | Halbfinale |  |  | Finale | Finale |
|  |                   |                  |                   |                  |                   |            |  |  |        |        |
|  |                   |                  |                   |                  |                   |            |  |  |        |        |
|  | Jean-Michel Saive | 3                |                   |                  |                   |            |  |  |        |        |
|  | Jean-Michel Saive | 3                |                   |                  |                   |            |  |  |        |        |
|  | Georg Böhm        | 2                |                   |                  |                   |            |  |  |        |        |
|  | Georg Böhm        | 2                | Jean-Michel Saive | 0                |                   |            |  |  |        |        |
|  |                   |                  | Jean-Michel Saive | 0                |                   |            |  |  |        |        |
|  |                   | Ma Wenge         | 3                 |                  |                   |            |  |  |        |        |
|  | Yu Shentong       | Ma Wenge         | 3                 | 1                |                   |            |  |  |        |        |
|  | Yu Shentong       |                  |                   | 1                |                   |            |  |  |        |        |
|  | Ma Wenge          | 3                |                   |                  |                   |            |  |  |        |        |
|  |                   |                  | Ma Wenge          | 3                |                   |            |  |  |        |        |
|  |                   |                  |                   | Andrzej Grubba   | 2                 |            |  |  |        |        |
|  | Andrzej Grubba    | 3                |                   |                  |                   |            |  |  |        |        |
|  | Cláudio Kano      | 2                |                   |                  |                   |            |  |  |        |        |
|  | Cláudio Kano      | 2                | Andrzej Grubba    | 3                |                   |            |  |  |        |        |
|  |                   |                  | Andrzej Grubba    | 3                | Spiel um Platz 3  |            |  |  |        |        |
|  |                   | Mikael Appelgren | 0                 |                  |                   |            |  |  |        |        |
|  | Leszek Kucharski  | Mikael Appelgren | 0                 | 0                | Jean-Michel Saive | 0          |  |  |        |        |
|  | Leszek Kucharski  |                  |                   | 0                | Jean-Michel Saive | 0          |  |  |        |        |
|  | Mikael Appelgren  | 3                |                   | Mikael Appelgren | 2                 |            |  |  |        |        |
|  | Mikael Appelgren  | 3                |                   |                  | 2                 |            |  |  |        |        |
|  |                   |                  |                   |                  |                   |            |  |  |        |        |

## Platzierungsspiele
| um Platz | Spieler 1       | Ergebnis | Spieler 2        | um Platz | Spieler 1        | Ergebnis | Spieler 2       |
| -------- | --------------- | -------- | ---------------- | -------- | ---------------- | -------- | --------------- |
| 5–6      | Georg Böhm      | 2:0      | Yu Shentong      | 5        | Georg Böhm       | 2:0      | Cláudio Kano    |
| 5–6      | Cláudio Kano    | 2:0      | Leszek Kucharski | 7        | Leszek Kucharski | 2:0      | Yu Shentong     |
| 9–10     | Kim Taek-soo    | 2:0      | Jörgen Persson   | 9        | Yoo Nam-kyu      | 2:0      | Kim Taek-soo    |
| 9–10     | Yoo Nam-kyu     | 2:0      | John Onifade     | 11       | Jörgen Persson   | 2:1      | John Onifade    |
| 13–14    | Atanda Musa     | 2:0      | Jan-Ove Waldner  | 13       | Atanda Musa      | 2:1      | Barry Griffiths |
| 13–14    | Barry Griffiths | 2:1      | Noel Carvalho    | 15       | Jan-Ove Waldner  | 2:0      | Noel Carvalho   |

## Sonstiges
Zum ersten und bis 2017 einzigen Mal nahmen zwei afrikanische Spieler am World Cup teil, da der kenianische Gastgeberverband eine Wildcard erhielt.
Mit 7 World-Cup-Teilnahmen stellte Andrzej Grubba einen neuen Rekord auf.